# Dolomedes furcatus
Espèce
Dolomedes furcatus est une espèce d'araignées aranéomorphes de la famille des Dolomedidae.

## Distribution
Cette espèce est endémique du Mozambique. Elle se rencontre vers Tete.

## Description
Le mâle holotype mesure 12 mm.

## Systématique et taxinomie
Cette espèce a été décrite par Roewer en 1955.

## Publication originale
- Roewer, 1955 : « Araneae Lycosaeformia I. (Agelenidae, Hahniidae, Pisauridae) mit Berücksichtigung aller Arten der äthiopischen Region. » Exploration du Parc National de l'Upemba Mission G. F. De Witte, vol. 30, p. 1-420.